# Al-Shabab FC (Saoedi-Arabië)
Al-Shabab FC (Arabisch: الشباب) is een voetbalclub uit Saoedi-Arabië, opgericht in 1947. De thuishaven van de club is het Koning Fahdstadion in Riyad.

## Erelijst
- Saudi Premier League: 6
  - Winnaar: 1991, 1992, 1993, 2004, 2006, 2012

- Saudi King's Cup: 3
  - Winnaar: 2008, 2009, 2014

- Crown Prince Cup: 3
  - Winnaar: 1993, 1996, 1999

- Saudi Super Cup: 1
  - 2014

- Saudi Federation Cup: 5
  - Winnaar: 1988, 1989, 2009, 2010, 2011

- Aziatische beker voor bekerwinnaars: 1
  - Winnaar: 2001

- Arabische Champions League: 2
  - Winnaar: 1992, 1999

- Arabische Supercup: 2
  - Winnaar: 1996 , 2001

- Gulf Club Champions Cup: 2
  - Winnaar: 1993, 1994

- Saoedische Tweede Divisie: 1
  - Winnaar: 1979

## Bekende (oud-)spelers en trainers

### Spelers
- Fahad Al-Muwallad
- Hattan Bahebri
- Éver Banega
- Giacomo Bonaventura
- Mbark Boussoufa
- Yannick Carrasco
- Song Chong-gug
- Mbaye Diagne
- Wesley Hoedt
- Fernando Menegazzo
- Daniel Podence
- Kim Seung-gyu
- Ivan Rakitić

### Trainers
- Emilio Ferrera
- Marcel Keizer
- Jaime Pacheco
- Vítor Pereira
- Michel Preud'homme
- Luiz Felipe Scolari
- Marius Șumudică
- Enzo Trossero